# José Ferreira Dias
José do Nascimento Ferreira Dias Júnior GOC • GCC (Lisboa, 11 de Outubro de 1900 — 19 de Novembro de 1966) foi um engenheiro e professor português, considerado o mentor do sector eléctrico nacional. Grande impulsionador da industrialização do país foi ministro da Economia entre os anos de 1958 e 1962.

## Biografia
Em 1918 concluiu o curso liceal (secção de Ciências, no Liceu Camões em Lisboa) e seis anos mais tarde, no ano lectivo de 1923-24, terminou, com elevada classificação, os cursos de Engenharia Electrotécnica e de Engenharia Mecânica, no Instituto Superior Técnico da Universidade Técnica de Lisboa.
A 10 de Maio de 1927, seu pai homónimo foi feito Oficial da Ordem Civil do Mérito Agrícola e Industrial Classe Industrial
Em Janeiro de 1928 iniciou a sua actividade como professor assistente nomeado do Instituto Superior Técnico, onde passou a ser 1.º Assistente e, em Setembro de 1929, regente da cadeira de Máquinas Eléctricas, tendo depois regido as cadeiras de Teoria da Electricidade, de Corrente Contínua e de Corrente Alternada.
Em Março de 1931, foi nomeado Director dos Serviços Eléctricos da Administração-Geral dos Serviços Hidráulicos e Eléctricos; em Abril de 1936, Presidente da Junta de Electrificação Nacional, em Junho do mesmo ano, Vogal da Comissão de Reforma do Ensino Técnico e, em Agosto de 1940, assumiu o cargo de Subsecretário de Estado do Comércio e Indústria.
Dedicou-se ao problema da electrificação do País, desenvolvendo para esse fim uma intensa actividade.
Na revista "Técnica", dos alunos do Instituto Superior Técnico, e no "Boletim da Ordem dos Engenheiros", tem publicado vasta colaboração sobre assuntos da sua especialidade.
Esteve em Londres em 1932 e em Paris em 1939, no desempenho de missões de estudo, e tomou parte no 5.° Congresso da União Internacional de Produtores e Distribuidores de Energia Eléctrica, reunido na Suíça em 1934, e na Conferência Internacional de Redes Eléctricas, reunida em Paris em 1935.
Ferreira Dias dedicou apaixonadamente a sua vida ao ensino e ao desenvolvimento industrial e económico do País, nomeadamente no âmbito da electrificação nacional.
A 30 de Abril de 1942 foi feito Grande-Oficial da Ordem Militar de Nosso Senhor Jesus bCristo.
Foi o 4.º Presidente do Conselho Directivo, cargo actualmente equivalente ao de Bastonário, da Ordem dos Engenheiros, de 25 de Abril de 1945 a 20/25 de Março de 1947.
A 22 de Março de 1948 foi feito Comendador da Ordem Nacional da Legião de Honra de França e a 10 de Maio de 1961 foi agraciado com a Grã-Cruz do Mérito da Ordem do Mérito da República Federal da Alemanha Ocidental. A 2 de Setembro de 1961 foi elevado a Grã-Cruz da Ordem Militar de Nosso Senhor Jesus Cristo.
Compreende-se, assim, a homenagem que lhe foi prestada ao atribuir-se o nome do Eng.º Ferreira Dias, no ano de 1971, à Escola Industrial e Comercial de Sintra. Quando da construção do edifício da escola o Eng.º Ferreira Dias era ministro da Economia, tendo sido um dos responsáveis governamentais pelo nascimento daquela escola e um dos impulsionadores, na década de 40, dos cursos de formação de Serralheiro e formação de Montador Electricista.
Em 1991, Ferreira Dias foi recordado com saudade por uma homenagem que teve a iniciativa e patrocínio da EDP, do Metropolitano de Lisboa, da Universidade Técnica de Lisboa (IST e ISEG) e da Ordem dos Engenheiros. Do programa de iniciativas destacaram-se a inauguração do Auditório Ferreira Dias no Museu da Electricidade, o lançamento do livro In Memoriam J. N. Ferreira Dias Jr., uma sessão pública de homenagem, a reedição do volume I da obra Linha de Rumo — Notas de Economia Portuguesa e edição do volume II que o autor não chegou a publicar.
Também a Escola Secundária de Ferreira Dias o homenageou, nas comemorações do 25.º aniversário da escola, ao realizar uma sessão solene de homenagem (16 de novembro de 1984), com a presença da Sra. Elisa Ferreira Dias, esposa do homenageado e o descerrar do busto no átrio principal do edifício da escola.
Tem uma Rua com o seu nome em Marvila, Lisboa.